# Savona
|  | Per a altres significats, vegeu «Savona (desambiguació)». |

Savona (antigament Saona en lígur Sann-a) és un municipi italià, situat a la regió de la Ligúria i a la província de Savona. L'any 2006 tenia 61.735 habitants.

## Geografia
Se situa en la Riviera Ligure de ponent, travessada pel riu Letimbro, en la conjunció de dues autopistes: la Autostrada dei Fiori que uneix Gènova amb Ventimiglia, i la Autostrada A6 Savona-Torino.
És, per importància de mercaderies, el tercer port de Ligúria (després de Gènova i La Spezia), i actua també com a sortida al mar per a les indústries de Piemont i Lombardía. Té, a més, una important activitat ferroviària a causa de les vies que la travessen, que es dirigeixen fins al proper territori francès i connexió per carretera amb Torí a través de la A6 Savona-Torino.
Savona és també un important port turístic i comercial, dotat d'una estació marítima eficient i moderna on recalen anualment nombrosos creuers que la connecten amb desenes de destinacions al voltant del món, especialment des que es va convertir en terminal de la companyia italiana Costa Crociere.
Les platges de Savona van obtenir la distinció de Bandiera Blu el 2002, 2003, 2004, 2005, 2006, 2007, 2008, 2009, 2010, 2011 i 2012. També el port turístic de la Vella Dàrsena (anomenada Cû de Beu en llengua ligur) va ser reconegut amb el mateix premi en aquests anys.

## Història
Antic assentament dels Lígurs Sabacis, la ciutat va ser aliada de Cartago en la Segona Guerra Púnica contra Roma, en aquells dies aliada amb Gènova. Roma va sotmetre finalment a Savona cap el 180 a. C. i li va donar el nom de Savo Oppidum Alpinum. En èpoques romanes Savona va suplantar des de finals del segon segle a.C. el paper de Gènova com a port principal de la Ligúria.
Després de ser destruïda pel rei longobard Rotari el 641, va recuperar la seva riquesa i el seu comerç marítim sota el domini dels francs de Carlemany, i derrotant els pirates sarraïns en dures lluites es va constituir com a ciutat lliure el 1191 (Hoc habet exCoelis, q. sit Saona fidelis va ser el seu lema medieval).

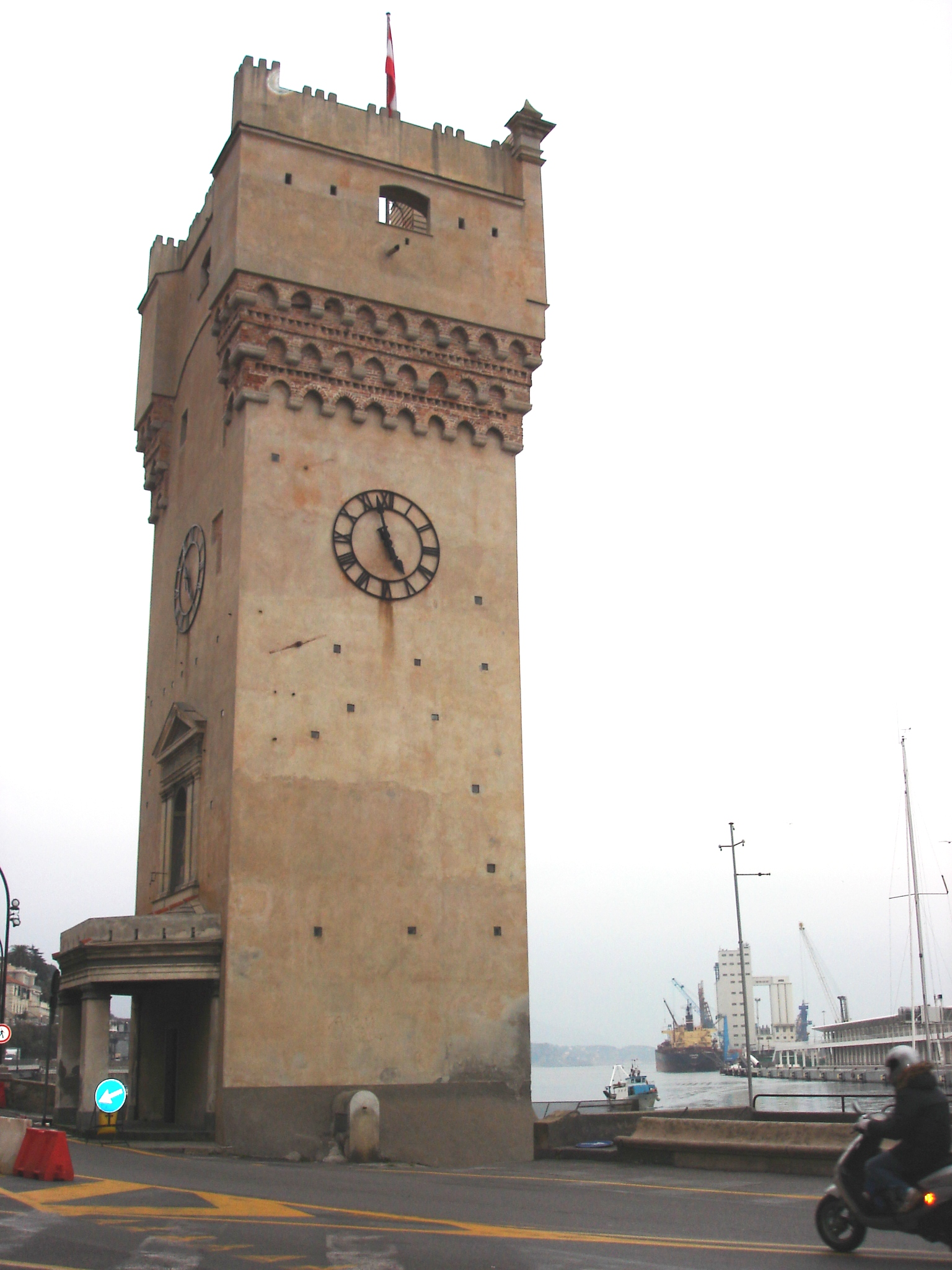
La Torre Lleó Pancaldo ("A Torretta"), símbol de la ciutat de Savona

Al segle xi, Savona, al principi aliada de la República de Gènova, va sostenir contra ella dures lluites però també forts vincles, especialment amb alguns ducs de la família Campofregoso, que van intentar d'instaurar en ella una "signoria" personal.
S'estima que al segle XIII el seu port estava entre els primers del Mediterrani quant a capacitat de recepció de grans naus mercantils.
Durant el segle xiv, Savona va arribar a tenir una població estimada en el 150 % de la població de Roma, que per aquest llavors vivia un profund declivi.
Va viure la seva edat de màxima esplendor al segle xv, amb el nom de “Ciutat dels Papes”. Això es deu al fet que una de les famílies més influents de la ciutat, els Della Rovere, va tenir entre els seus membres a dos dels successors de Sant Pere: Francesco della Rovere (Sixt IV), i el seu nebot Giuliano della Rovere (Juli II). El primer, promotor de les pintures de la Capella Sixtina a Roma; el segon, mecenes de Michelangelo Buonarroti, Bramante i Rafael.
La República de Gènova conquerí Savona el 1528, fet que precipità la decadència de la ciutat. Els conqueridors van inutilitzar el port omplint-lo de rocs.

### L'exili de Pius VII
El 1797 la citat fou ocupada per l'exercit revolucionari francès. Quan la presència a Roma del Papa Pius VII dificultà l’ocupació francesa de la ciutat i els Estats Pontificis, Napoleó Bonaparte decidí fer-lo presoner a Savona per aïllar-lo de la Cúria Pontifícia i impedir-li que fes palesa la seva resistència. L'exili de Pius VII a Savona es mantingué entre el 1809 i el 1812. L'albirament de vaixells de la Royal Navy britànica prop de Savona provocà el temor a Napoleó que aquesta organitzés una operació de rescat del Papa. En conseqüència, l'emperador francès ordenà que el Papa fos traslladat a Fontainebleau, a poca distància de París. Pius VII romangué a Fontainebleau fins al 1814, any on les forces de la Sisena Coalició van derrotar decisivament a Napoleó.

## Esdeveniments

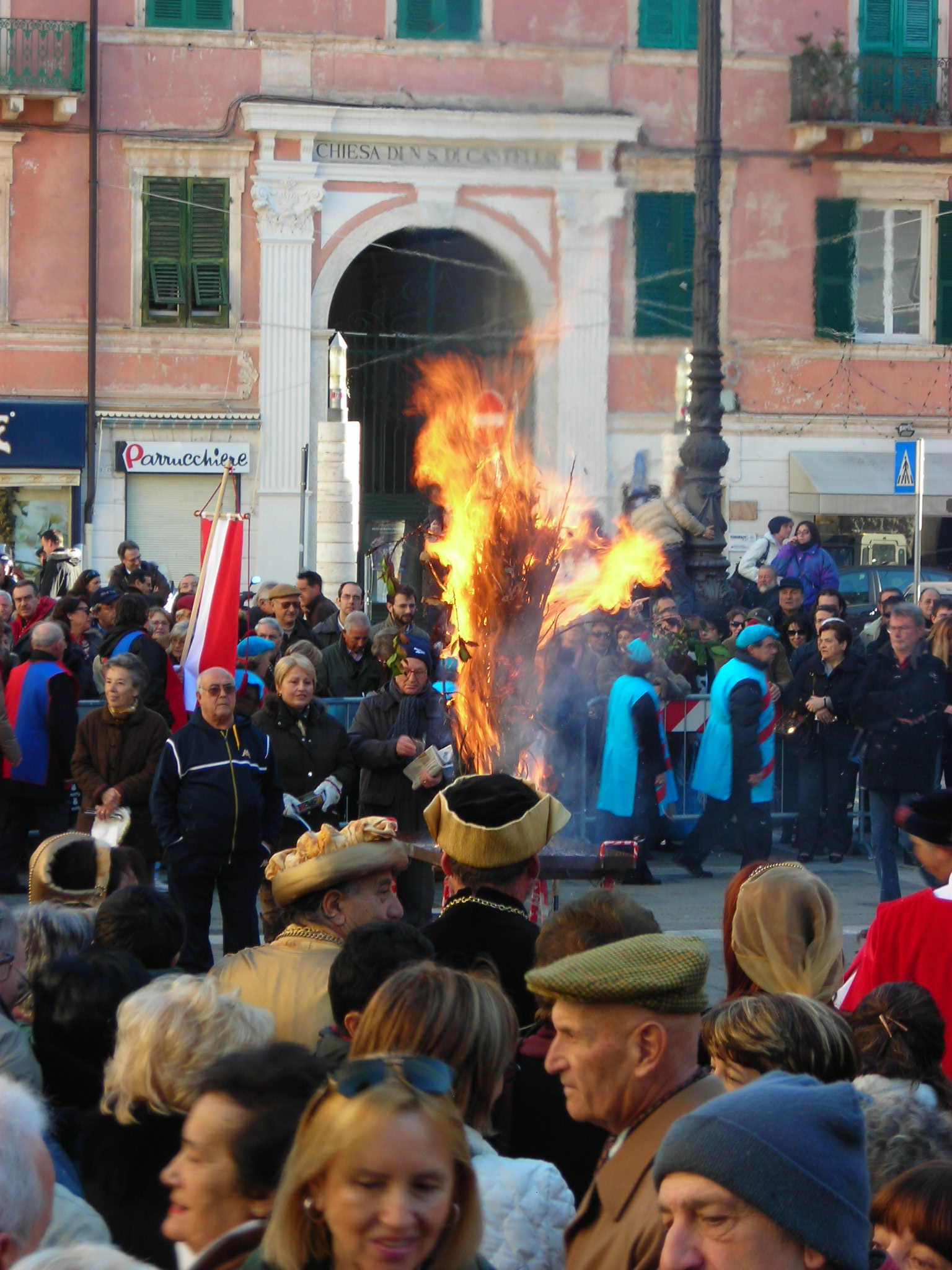
El Confuoco del 2008

- El carnaval va sencer per les vies del centre històric. El mascarot típic savonès és Ciciolin, creada el 1953 del pintor Romeo Bevilacqua i que va donar a la Campanassa. Es l'únic mascarot lígur inscrit en l'Albo oficial de les màscares italianes semblants als més coneguts Arlecchino, Pulcinella i Balanzone.
- La festa patronal de Nostra Senyora de la Misericòrdia el 18 març s'encenen grans pires al llit del torrent Letimbro la nit de la vigília mentre per la ciutat s'encenen llums i lluminàries. La festa arriba al punt àlgid amb la processó fins al Santuari de Savona.
- La processó del Divendres Sant cada dos anys, en els anys parells.
- La festa de santa Rita el 22 de maig, quan en el barri homònim es configura un mercat amb parades per la venda de roses i productes diversos.
- L'actuació pirotècnica estival que té lloc el darrer dissabte de juliol amb focs d'artifici amb música.
- La festa de santa Llúcia el 13 de desembre, on s'instal·la el tradicional mercat en via Paleocapa, en el centre de la ciutat.
- El Confuoco (en llengua ligur O Confeugo) que té lloc el darrer diumenge abans de Nadal a la plaça Sisto IV amb la tradicional cerimònia d'il·luminació del tronc des d'on es treuen els auspicis per al futur. L'esdeveniment es completa amb una processó històrica.

## Fills il·lustres
- Pietro Riario (1445-1474) cardenal de la Cúria romana.
- Rafaele Galeotto Riario (1451-1521) cardenal de la Cúria romana.
- Clemente Grosso della Rovere (1462-1504), bisbe i cardenal italià
- Luigi Lamberti (1-1812769) compositor musical.
- Miguel Cunneo (s. XV-s. XVI) descobridor, amb Cristòfor Colom, de l'Illa Saona, a les Antilles.